# 田中茂範
田中 茂範（たなか しげのり）は、英語教育、探究学習に詳しい日本の応用言語学者。慶應義塾大学環境情報学部教授、同大学大学院メディア・政策研究科委員を経て、同大学名誉教授。

## 人物・来歴
岡山県出身。コロンビア大学大学院博士課程修了。
研究領域は認知意味論、英語教育、コミュニケーション論で、実践のための理論構築とその応用としての教材開発などに力を注いでいる。認知言語学を英語教育に取り入れ、イディオムや文法事項などの意味の中心的概念（コア）からの英語学習法を生み出す。コミュニケーション論と意味論に関するものとして『コトバの意味づけ論』『意味づけ論の展開』の2冊の大著（深谷昌弘との共著）がある。英語教育の理論的背景として、『幼児から成人まで一貫した英語教育のための枠組み』があり、理論と実践の両面で活躍中。認知意味論、言語習得に関する論文も多数発表している。
また、その研究成果・理論をより多くの人々に提供するために、penlanguage.comにて300本を超える動画（教員向けと生徒向け）を配信（有料）している。同時に、数々の論文を同サイトにて無料で提供している。
2006年4月から新感覚☆キーワードで英会話（NHK教育）の講師としても出演し、後番組である2007年4月から始まる新感覚☆わかる使える英文法の講師も引き続き務める。その成果を『文法がわかれば英語はわかる』『そうだったのか★英文法』などとして出版。
ベネッセの小学生向け英語学習教材のBE-GOやテレビ東京の「Hello 毎日かあさん」、NHK「英語グランドデザインプロジェクト」の監修を務める。『Eゲイト英和辞典（ベネッセ/2003年）』という言葉の意味の中心的概念（コア）を明らかにし、言葉の意味を概念として把握できる画期的な辞書の代表編者も務める。そのほかJICAでの語学研修も語学諮問委員として長年に亘り担当。
コスモピア出版から『そうだったのか英文法（講義1）』『パワー基本語：基本動詞編（講義2）』『パワー基本語：前置詞・句動詞編（講義3）』『パワー基本語：トレーニング1000（講義4）』『語彙を増やす：英単語ネットワーク（講義5）』『これなら話せる：チャンク英会話（講義6）』を刊行。
３０年以上に亘り、高等学校検定教科書英語（PRO-VISION [桐原書店], NEW RAYS[いいずな書店]の編集責任者を務めている。

現在は、PEN言語教育サービスにて、中高の英語教育プログラムや探究学習プログラムの開発、教材開発などを中心に活動を行っている。
- 1977年 - テンプル大学リベラルアーツ学部アメリカ研究学科卒業
- 1980年 - コロンビア大学修士課程（応用言語学専攻）修了
- 1983年 - コロンビア大学博士課程（応用言語学専攻）修了、教育学博士
- 1984年 - 茨城大学教養部専任講師
- 1985年 - 茨城大学教養部助教授
- 1990年 - 慶應義塾大学環境情報学部助教授
- 1996年 - 慶應義塾大学環境情報学部教授
- 1997年 - 第30回市河三喜賞を受賞
- 2010年 - 義塾賞（慶應義塾大学）を受賞
- 2016年 - cocone言語教育研究所（CIFLE）を創立
- 2017年 - PEN英語教師塾を立ち上げ
- 2019年ーPEN言語教育サービスを立ち上げ

## メディア出演

### テレビ
- 新感覚☆キーワードで英会話（2006年4月 - 2007年3月、NHK教育）
- 新感覚☆わかる使える英文法（2007年4月 - 2007年9月、NHK教育）

### ラジオ
- ボキャブライダー（2017年4月3日 - 、NHKラジオ第2） ※番組監修

## 著書

### DVD
- 『新感覚☆キーワードで英会話・1 - 6巻』（監修・出演、ベネッセコーポレーション、2007年）
- 『新感覚☆わかる使える英文法・1 - 6巻』（監修・出演、ベネッセコーポレーション、2008年）

### 通信講座
- 『英文法イメージトレーニング』（総合監修/アルク/2008年）
- 『BEGO』（監修 / ベネッセコーポレーション）

### 翻訳
- 『英語教授法の基礎理論』（阿部一と共訳、原著： H. D. Brown, Principles of language learning and teaching. Prentice-Hall, 1980 / 金星堂 / 1984）

### 書籍
- 『School Shift 2』（共著、明治図書、2024）
- 『コアで攻略する英単語の教科書』（学研, 2024)
- 『コアで攻略する英文法の教科書』（学研, 2024)
- 『前置詞の教養＆指導法』（明治図書, 2024年）
- 『英語イメージ大図鑑』（編著, 学研, 2023年）

- 『School Shift』(共著、明治図書、2023年）

- 『生徒一人ひとりのSDGっ社会論』（編著、コスモピア，2023年）

- 『もう会話に困らない英文法』（NHK出版, 2021年）
- 『英語表現ナビゲーター』（コスモピア, 2021年）
- 『慣用表現力で話す語順マスター英作文』（コスモピア, 2021年）
- 『確かな英語の力を育てる』（くろしお出版, 2021年）
- 『表現英文法』（コスモピア、2013年。増補改訂版、2015年）
- 『日常まるごと英語ハンドブック』（共著、コスモピア）
- 『イメージでわかる・使える英単語[動詞編] アルクライブラリーシリーズ』（アルク ）

- 『イメージでわかる・使える英単語[前置詞編]アルクライブラリーシリーズ』（アルク）
- 『「動詞の型」で話す! 語順マスター英作文【必修】』（コスモピア）
- 『英語を使いこなすための実践的学習法: my English のすすめ』（大修館）
- 『たった３０の基本動詞で６００のフレーズが身につく英会話のレッスン』(NHK出版）
- 『会話力がアップする英文法のレッスン』NHK出版
- 『表現英文法』（コスモピア、2013年。増補改訂版、2015年）・
- 『語彙増やす英単語ネットワーク』（コスモピア）
- 『改訂新版 英語のパワー基本語 前置詞・句動詞編』（コスモピア）
- 『これなら話せる★チャンク英会話(CD-ROM付) (田中茂範先生のなるほど講義録) 』（コスモピア）
- 『パワー基本語トレーニング1000』（コスモピア）
- 『英語のパワー基本語：前置詞・句動詞（講義シリーズ3）』（コスモピア、2011年）
- 『英語のパワー基本語：基本動詞（講義シリーズ2）』（コスモピア、2011年）
- 『そうだったのか★英文法（講義シリーズ1）』（コスモピア / 2011年）
- 『英語の発想と基本語力をイメージで身につける本』（コスモピア、2011年）
- 『動詞がわかれば英語がわかる 改訂新著』（共著、Japan Times出版、2010年）
- 『言語と文化選書　レキシカルグラマーへの招待』（共著、開拓社、2009年）
- 『絵で英単語 前置詞編』（共著、ワニブックス、2008年）
- 『エクスプレスEゲイト英和辞典』（代表編者、ベネッセコーポレーション、2007年）
- 『文法がわかれば英語はわかる！-NHK新感覚・わかる使える英文法-』（日本放送出版協会、2008年）
- 『絵で英単語 形容詞編』（共著、ワニブックス、2007年）
- 『活動&ことばのガイドブック「action」英語版』（監修、青年海外協力協会、2007年）
- 『イメージでわかる単語帳―NHK新感覚☆キーワードで英会話』（共著、日本放送出版協会、2007年）
- 『絵で英単語 動詞編』（共著、ワニブックス、2006年）
- 『英語感覚が身につく実践的指導 コアとチャンクの活用法』（共著、大修館書店、2006年）
- 『Eゲイト英和辞典 携帯版』（代表編者、ベネッセコーポレーション、2006年）
- 『幼児から成人まで一貫した英語教育のための枠組み』（共著、リーベル出版、2005年)
- 『データベース3000 基本英単語・熟語』（監修、桐原書店、2004年）
- 『Eゲイト英和辞典』（代表編者、ベネッセコーポレーション、2003年）
- 『応用言語学事典』（認知に関する心理と言語（第7章）を編集執筆、研究社、2003年）
- 『チャンク英文法』（共著、コスモピア、2003年）
- 『ことばの認知科学事典』（意味づけ論」を担当、大修館書店、1999年）
- 『コミュニケーションのしくみと作用』（共著、大修館書店、年1999年）
- 『現代日本のコミュニケーション環境』（共著、大修館書店、1999年）
- 『意味づけ論の展開』（共著、紀伊国屋書店、1998年）
- 『PRO-VISION ENGLISH COURSE I&II』（共著、桐原書店、高等学校英語検定教科書）
- 『コミュニケーションとしての英語教育』（共著、アルク、1997年）
- 『日英語比較選書　空間詞の日英語比較』（共著、研究社、1997年）
- 『コトバの意味づけ論』（共著、紀伊国屋書店、1996年）
- 『「ネットワーク」で覚える英単語』（アルク、1995年）
- 『「動詞」から始める英文法』（アルク、1995年）
- 『英単語ネットワーク―わかる 覚える 使える』（共著、アルク、1994年）
- 『発想の英文法』（アルク、1993年）
- 『もっと自由に英語が使える チャンク英文法！』（共著、コスモピア）
- 『カオスの時代の合意学』（共著、創文社、1994年）
- 『認知意味論 英語動詞の多義の構造』（三友社出版、1990年）
- 『基本動詞の意味論 コアとプロトタイプ』（三友社出版、1987年）

### 学術論文
- A possibility of sound symbolism: Japanese 6th graders' responses to English symbolic words. (Psychologia --An International Journal of Psychological Sciences/ 24 / 1981)（査読付）
- Interpersonal communication situations and second language acquisition.(Psychologia--An International Journal of Psychological Sciences / 22 / 1982).（査読付）
- Politeness strategies and second language acquisition. (Studies in Second Language Acquisition (with S. Kawade) / 5 / 1982).（査読付）
- A study on basic color terms: Lexico-semantic development in Japanese-English bilinguals in New York. (Psychologia / 26 / 1983)（査読付）
- Conditions on interlingual semantic transfer. (ON TESOL '84: A Brave New World of TESOL（edited by Judd and Larson） / Washington, D.C. / TESOL)（査読付）
- The selective use of specific exemplars in second-language performance: The case of the dative alternation. (Language Learning / 37 / 1987)（査読付）
- The functional approach in second language teaching. (AJALT / Vol.5 / 1990)（査読付）
- Mental representation of basic verbs in a second language: Take, Hold & Keep (with T. Takahashi). (SFC Journal of Language and Communication / 1 / 1992)（査読付）
- Lexico-semantic structure of verbal polysemy (with T. Takahashi). (SFC Monograph / Keio University Shonan Fuisawa Academic Society / 1994)（査読付）
- Constructing a pedagogical grammar in English: A lexically based grammar of BE and HAVE (with H. Abe). (Dokyo International Review / 17  2003)（査読付）
- English and multiculturalism – from the language user’s perspective. (RELC Journal / 37 / 2006)（査読付）
- New directions in L2 lexical development (Vocabulary Learning and Instruction, 2012)（査読付）
- L 2 lexical development and the lexical network model: The case of basic verbs of perception (with M. Sato). International Journal of Applied Linguistics, 2017（査読付）
- Teaching Correct Usage of in, on, and at. The TESOL Encyclopedia of English Language Teaching, 2018.（査読付）
- Teaching Countable, Uncountable, Plural Nouns. The TESOL Encyclopedia of English Language Teaching, 2018.（査読付）

論文 (2006-2011）
- 「今求められる英語カリキュラムフレームワーク」 (ARCLE Review / 1 / 2006)
- 「英語教育におけるcan-do 研究の構図」 (ARCLE Review / 2 / 2007)
- 「コア理論で文法指導を」（英語教育 / 大修館 2007.4 ―2008.3 / 一年間連載記事）
- 「多文化を生きるためのコミュニケーション能力」 (ICHSA Café / 2007)
- 「英語教育におけるエクササイズ論」（英語教育3月号 / 大修館 / 2008）
- 「英語における語彙力：イメージ学習の理論的背景」(東海大学 教育研究 / 2008）
- 「多文化を生きるための対話力」(ICHSA Café / 2008)
- 「英和辞典が学習を支援するデバイスであるために：基本動詞の意味を巡って」（英語青年3月号 / 研究社 / 2008）
- 「意味記述におけるコアの有効性と英語教育における応用可能性」（日英の言語・文化・教育 / 日英言語文化教育会編 / 三修社 / 2008）
- 「小学校での英語教育の可能性」 (ARCLE Review 3 / 2009)
- 「小学校の英語教育を考える：プロジェクトとしての英語活動」（英語教育 / 2009）
- 「文化を翻訳する＝他者を理解する」（『こころと文化』 / 多文化間精神医学会編 / 2009）
- 「第二言語学習における基本語力の習得とその教育的支援」（『第二言語習得研究会全国大会予稿集』 / 2010）
- 「コミュニカティブな英語教育における発問力」 (ARCLE Review 4 / 2011)
- 「プロジェクト型学習と英語教育」（英語教育11月号 / 大修館書店 / 2011）
- 「メディアと英語教育：ココネを事例にして」 (ARCLE Review 5 / 2012)
- 「認知言語学と英語教育」（『認知言語学大事典　朝倉書店, 2019）